# 國見站 (宮城縣)
国见站（日语：／ Kunimi eki */?）是位於仙台市青叶区荒卷，屬於东日本旅客铁道（JR東日本）仙山線的鐵路車站。

## 历史
- 1984年2月1日：与北山站同时开业。
- 1987年
  - 3月20日：由仙台站派出驻站员工，事实上成为有人站
  - 4月1日：国铁分割民营化后成为JR东日本车站。
  - 6月1日：会让设备开始使用。
- 1997年3月22日：上行站台增设，投入使用[2]。
- 2002年：站房向北侧迁移，设置MARS售票终端。
- 2003年
  - 3月13日：自动闸机启用。
  - 10月26日：本站支持使用Suica。
- 2005年3月28日：全部列车皆停靠本站。
- 2006年12月15日：管理站由北仙台站改变为爱子站。
- 2013年4月1日：业务委托化。

## 车站结构

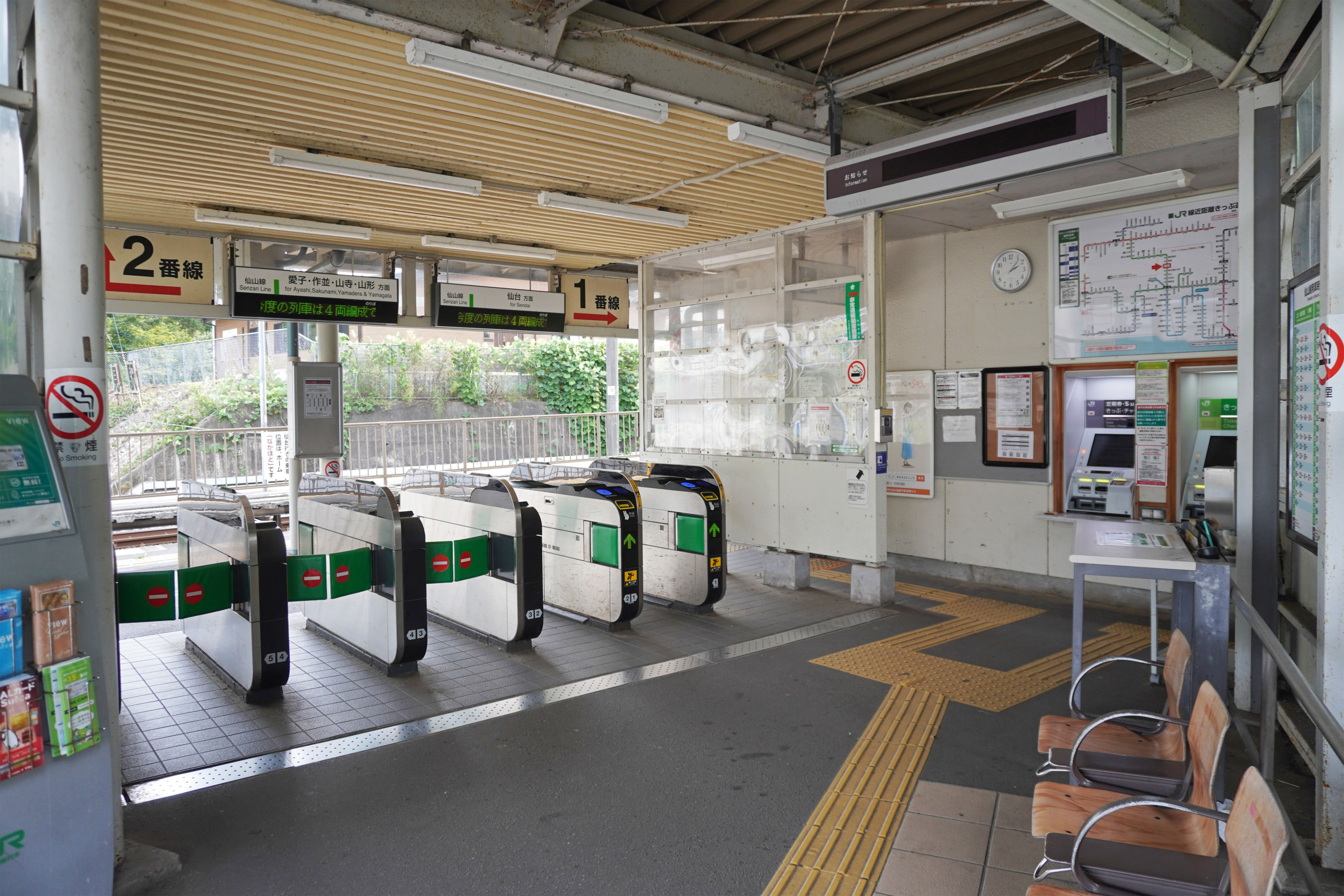
驗票閘口(2023年9月)

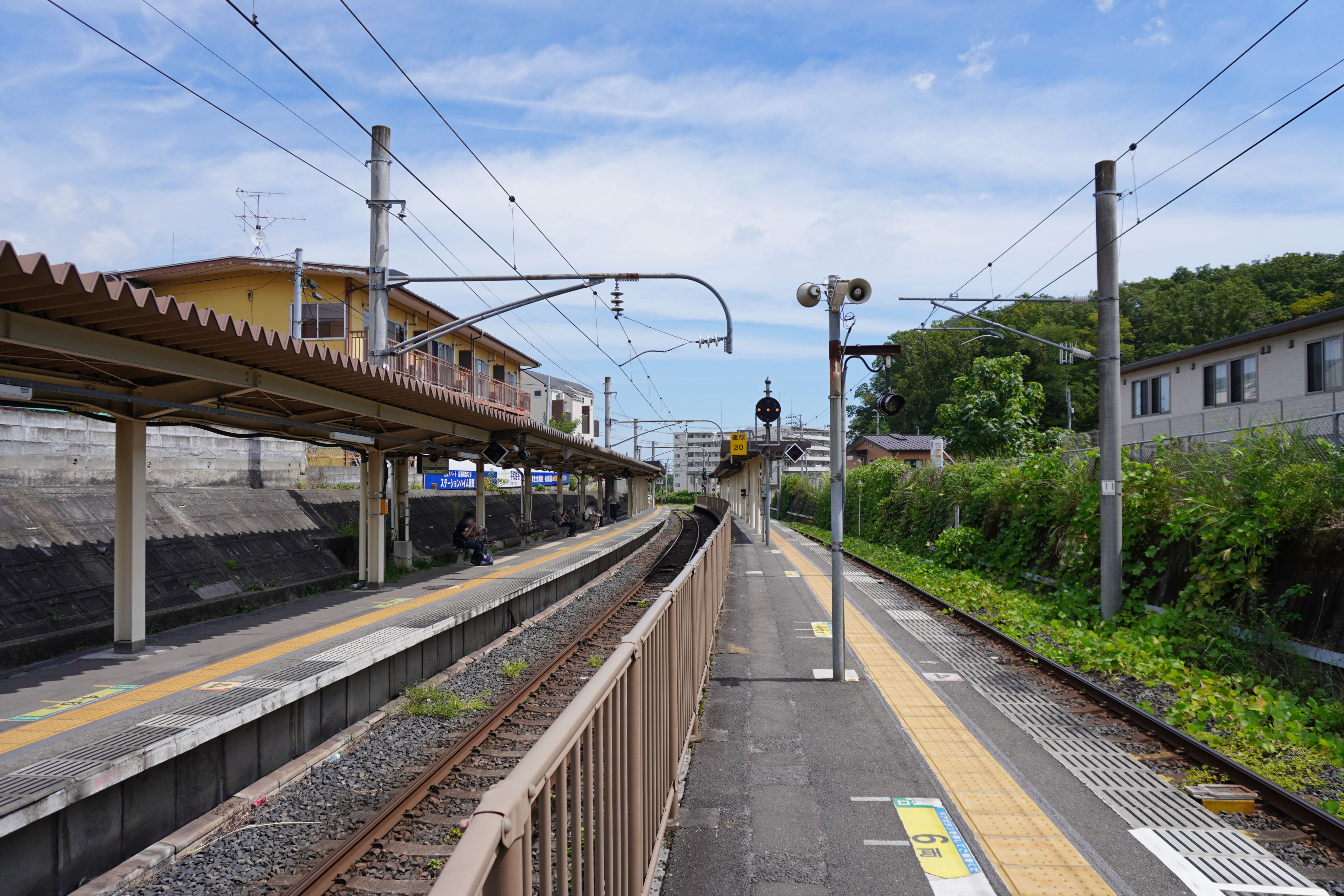
月台（2023年9月）

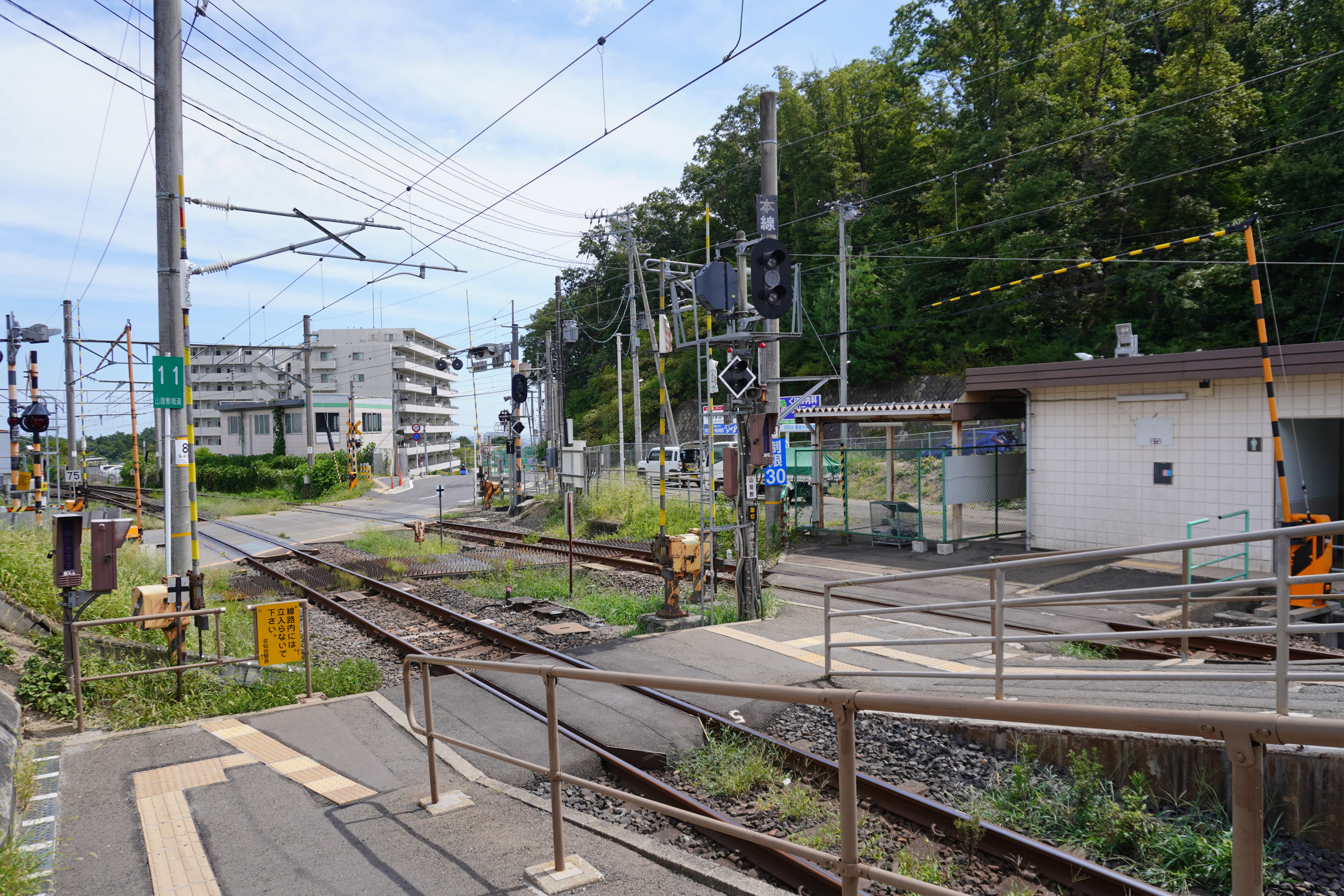
平交道（2023年9月）

本站為侧式站台2台2线的地面车站，在JR特定都区市内制度下屬於“仙台市内”的車站。此站是由爱子站管理的业务委托站，站內设有绿色窗口（营业时间 6:40 - 21:00 中间有休息时间）、自动驗票闸机、自动售票机等设备。

### 站台配置
| 站台 | 路线    | 方向 | 目的地         |
| ---- | ------- | ---- | -------------- |
| 1    | ■仙山线 | 上行 | 仙台方向       |
| 2    | ■仙山线 | 下行 | 爱子、山形方向 |

## 使用情况
JR東日本2017年度1日平均乘车人数3,238人。
| 乘车人数变化 | 乘车人数变化     | 乘车人数变化  |
| 年度         | 1日平均 乘车人数 | 参考          |
| ------------ | ---------------- | ------------- |
| 1999年       | 4,432            |               |
| 2000年       | 4,390            | [ 客流量 2 ]  |
| 2001年       | 4,338            | [ 客流量 3 ]  |
| 2002年       | 4,544            | [ 客流量 4 ]  |
| 2003年       | 4,746            | [ 客流量 5 ]  |
| 2004年       | 4,723            | [ 客流量 6 ]  |
| 2005年       | 4,306            | [ 客流量 7 ]  |
| 2006年       | 4,102            | [ 客流量 8 ]  |
| 2007年       | 3,908            | [ 客流量 9 ]  |
| 2008年       | 3,759            | [ 客流量 10 ] |
| 2009年       | 3,510            | [ 客流量 11 ] |
| 2010年       | 3,509            | [ 客流量 12 ] |
| 2011年       | 3,472            | [ 客流量 13 ] |
| 2012年       | 3,637            | [ 客流量 14 ] |
| 2013年       | 3,661            | [ 客流量 15 ] |
| 2014年       | 3,463            | [ 客流量 16 ] |
| 2015年       | 3,465            | [ 客流量 17 ] |
| 2016年       | 3,384            | [ 客流量 18 ] |
| 2017年       | 3,238            | [ 客流量 1 ]  |

## 相邻车站
東日本旅客铁道（JR東日本）
□快速（部分）
北仙台－国见－陆前落合
□快速（部分列车通过）、■普通
东北福祉大前－国见－葛冈